# Taras Khtey
Taras Yuriyovych Khtey (en russe : Тарас Юрьевич Хтей et en en ukrainien : Тарас Юрійович Хтей) est un joueur russe (d'origine ukrainienne) de volley-ball né le 22 mai 1982 à Zabujjia (oblast de Lviv, RSS d'Ukraine, alors en URSS). Il mesure 2,05 m et joue réceptionneur-attaquant. Il totalise 143 sélections en équipe de Russie.

## Biographie
Il a obtenu la nationalité russe en 1998. Il est récipiendaire de l'Ordre de l'Amitié depuis le 13 août 2012 et de la médaille de l'Ordre du mérite pour la Patrie depuis le 4 novembre 2005.

## Clubs
| Club               | De        | À         |
| ------------------ | --------- | --------- |
| MGTU Moscou        | 1999-2000 | 2002-2003 |
| Dinamo Moscou      | 2003-2004 | 2004-2005 |
| Oural Oufa         | 2005-2006 | 2005-2006 |
| Iskra Odintsovo    | 2006-2007 | 2007-2008 |
| Lokomotiv Belgorod | 2008-2009 | ...       |

## Palmarès

### Club et équipe nationale
- Jeux olympiques (1)
  - Vainqueur : 2012
- Championnat du monde
  - Finaliste : 2002
- Ligue mondiale (2)
  - Vainqueur : 2002, 2011
  - Finaliste : 2010
- Coupe du monde (1)
  - Vainqueur : 2011
- Championnat du monde des moins de 19 ans (1)
  - Vainqueur : 1999
- Championnat d'Europe
  - Finaliste : 2005
- Ligue européenne (1)
  - Vainqueur : 2005
  - Finaliste : 2004
- Championnat d'Europe des moins de 19 ans (1)
  - Vainqueur : 1999
- Ligue des champions (1)
  - Vainqueur : 2014
- Coupe de la CEV (1)
  - Vainqueur : 2009
- Championnat de Russie (2)
  - Vainqueur : 2001, 2013
  - Finaliste : 2002, 2004, 2005, 2008, 2010

### Distinctions individuelles
- Meilleur serveur du Final Four de la Ligue européenne 2005